# Dick James
Dick James, nato Reginald Leon Isaac Vapnick (Londra, 12 dicembre 1920 – Londra, 1º febbraio 1986), è stato un editore musicale e produttore discografico britannico.
In gioventù fu anche un cantante confidenziale, sulla scia dei crooner americani. Ha fondato la casa discografica DJM Records, con cui tra gli altri ha scoperto e lanciato Elton John.

## Biografia
Dick James nacque nell’East End di Londra, l’ultimo dei cinque figli di immigrati polacchi di origine ebraica; i genitori, che vivevano vicino al confine russo, erano fuggiti dalla terra natale dopo essere stati oggetto di persecuzioni antisemite. A quattordici anni, dopo aver visto un film con Bing Crosby, abbandonò la scuola, e dopo tre anni si unì ad Al Berlin & his Band come cantante professionista, partecipando agli spettacoli musicali che si tenevano al Cricklewood Palais. La carriera musicale continuò nonostante la guerra durante la quale, entrato nel Corpo Sanitario, si esibiva con la Medical Corps Band; nel 1942 registrò il suo primo disco con la Primo Scala’s Accordion Band. Alla fine del conflitto si unì al bandleader Geraldo che provvide subito a cambiare il suo nome di nascita ribattezzandolo Dick James, e proseguì la carriera confluendo in diverse orchestre ed esibendosi con le formazioni di Henry Hall, Stanlley Black e Cyril Stapleton. Fu per un periodo sotto contratto con la Decca per approdare poi nel 1952 alla Parlophone. Ma la perdita dei capelli che lo aveva reso calvo lo indusse a ritirarsi dal palcoscenico e a dedicarsi alle attività canore in sala di registrazione. Incise anche per la BBC, ma presto il cantante, che non era del tutto soddisfatto, fu dirottato da George Martin con cui registrò fra le altre composizioni Tenderly e Robin Hood. Quest’ultimo brano, messo in commercio nel 1955, salì fino al nono posto delle classifiche musicali, spinto dalla popolarità della serie TV Robin Hood della quale era stato scelto come sigla.

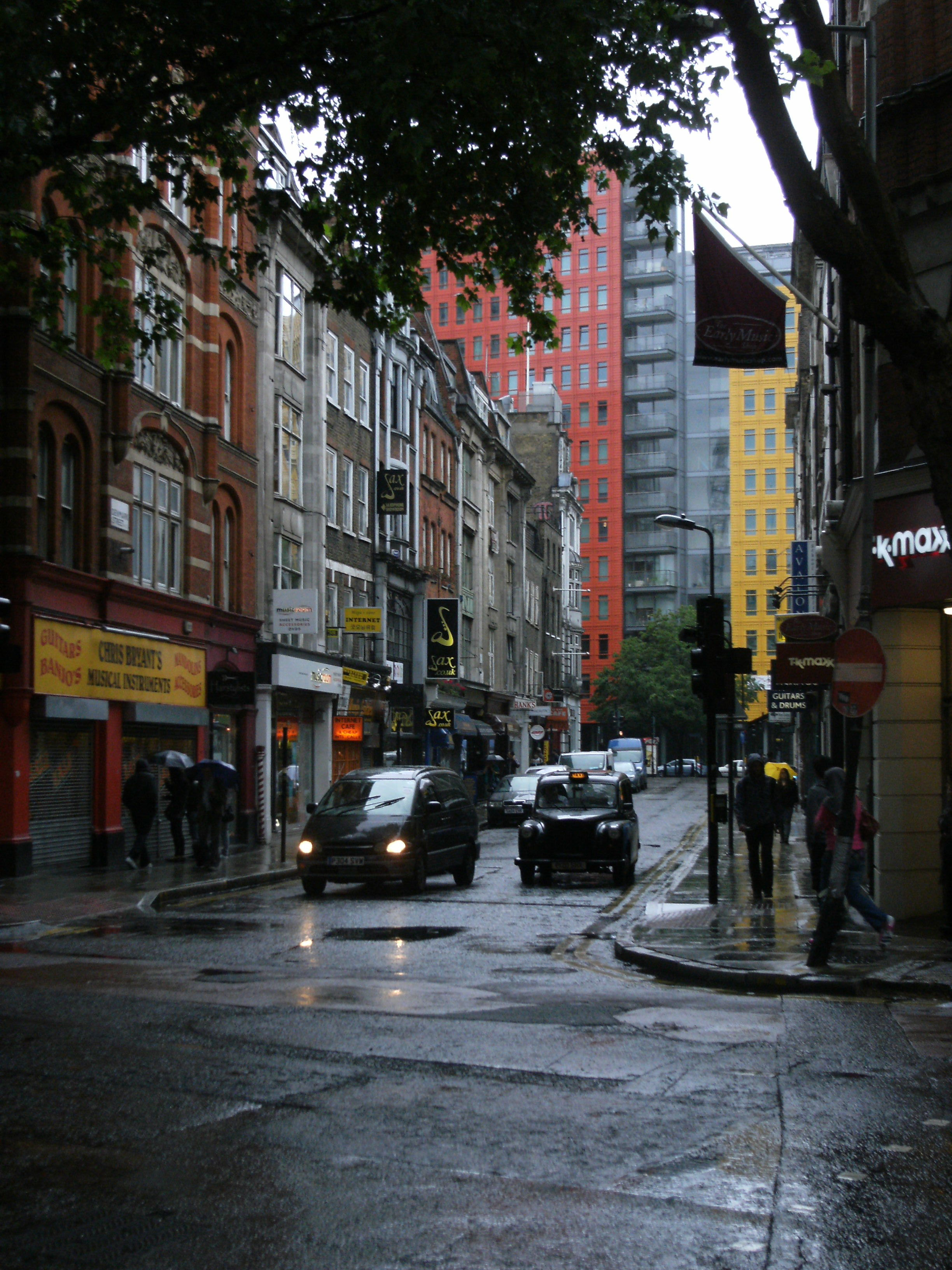
Denmark Street vista da Charing Cross Road

Nel 1959, per non allontanarsi dalla famiglia, decise di abbandonare la carriera di cantante, mentre nel frattempo aveva iniziato a lavorare in qualità di editore musicale alle dipendenze di Sidney Bron, il padre dell’attrice Eleanor Bron. Nel settembre di due anni dopo aprì in due stanzette di un edificio all’angolo fra Charing Cross Road e Denmark Street una propria ditta di editoria musicale, rimanendo in attesa di qualche canzone da distribuire. Ricevette solo un possibile successo, How Do You Do It?, che però non era ancora stata registrata; per questo motivo, l’editore si mise immediatamente in contatto con George Martin sperando nelle sue intercessioni affinché venisse incisa. Nel frattempo, i Beatles si erano dichiarati delusi da quanto poco la EMI si fosse spesa per spingere il loro primo singolo Love Me Do, e lamentandosene con Martin gli avevano chiesto un nome a cui potersi rivolgersi per avere nel futuro una promozione più grintosa.
Dietro suggerimento di Martin vi fu un incontro che si tenne nell’ufficio di James, e il manager dei Beatles, Brian Epstein, rimase impressionato dalla disinvoltura con cui il futuro editore, attraverso i propri contatti personali, riuscì in quella riunione ad assicurare un passaggio TV del gruppo di Liverpool al nuovo programma di prima serata Thank Your Lucky Stars. Questo convinse Epstein ad accettare un contratto che assicurava a James i diritti sulle future composizioni del duo Lennon-McCartney. Il contratto per la fondazione della società Northern Songs prevedeva il 50% degli introiti in favore di James; il restante 50% si sarebbe dovuto dividere fra Lennon per il 20%, McCartney per il 20% ed Epstein per il rimanente 10%. La compagnia, costituita nel febbraio del 1963, procurò lauti guadagni all’editore che già nel maggio del 1964 aveva la possibilità di traslocare dai modesti locali di Denmark Street a un edificio a quattro piani in New Oxford Street che ospitava uffici e, al primo piano, uno studio di registrazione utilizzato per realizzare i nastri di prova; e nel 1968 la Dick James House, come era stata chiamata, aveva trentadue unità di personale e si estendeva per 2 000 metri quadrati di superficie su quattro piani, e oltre alla Northern Songs e alla Dick James Music accoglieva un’agenzia della Midland Bank e tante altre compagnie.
Dick James non si limitava alle operazioni di editoria e di incasso dei profitti; l’editore era talvolta presente nelle sale di registrazione di Abbey Road, ma era accolto con rancore dai musicisti che via via si erano resi conto dell’esagerato arricchimento di James a loro spese, e le parole del pezzo composto da George Harrison, intitolato esplicitamente Only a Northern Song, davano conto del malanimo dei Beatles. Il risentimento si acuì quando nel 1970 si venne a sapere che l’editore aveva segretamente venduto alla ATV la Northern Songs; questa operazione permise ai quattro Beatles di incassare una considerevole somma esentasse, ma fece loro perdere il controllo sul catalogo della loro produzione artistica.
Dopo gli otto anni con i Beatles, Dick James aprì la DJM Records e mise sotto contratto altri artisti di punta fra cui Bernie Taupin ed Elton John, ma anche in questi casi i rapporti si deteriorarono e con Elton John la disputa finì nelle aule giudiziarie.
Dick James è morto nel febbraio del 1986 per un attacco di cuore. Aveva 65 anni.